# تايلر هيمينغ
تايلر هيمينغ (9 مايو 1985 بلندن في كندا - ) هو لاعب كرة قدم كندي في مركز الوسط. شارك مع منتخب كندا تحت 17 سنة لكرة القدم ومنتخب كندا تحت 20 سنة لكرة القدم ومنتخب كندا لكرة القدم. أما مع النوادي، فقد لعب مع إمباكت مونتريال وتامبيري يونايتد ونادي تورونتو وتشارلستون بيتري وFC London ‏ وأوتاوا فيوري ومونتريال إمباكت (1992–2011) وOttawa Fury SC ‏ وAustin Aztex FC ‏.

## وصلات خارجية
- تايلر هيمينغ على موقع الدوري الأمريكي (الإنجليزية)
- تايلر هيمينغ على موقع قاعدة بيانات كرة القدم.إي يو (الإنجليزية)
- تايلر هيمينغ على موقع ناشيونال فوتبول تيمز (الإنجليزية)
- تايلر هيمينغ على موقع Soccerway.com (الإنجليزية)